# Institute for Quantum Computing
L'Institute for Quantum Computing, comunemente noto come IQC, è un centro di ricerca affiliato all'Università di Waterloo, situato a Waterloo (Ontario), nella provincia canadese dell'Ontario. Si occupa di informazione quantistica con un approccio multidisciplinare.